# Sh2-59
Sh2-59 (nota anche come RCW 172) è una nebulosa a emissione visibile nella costellazione dello Scudo.
Si individua nella parte centrosettentrionale della costellazione, circa 1° a NNE della stella α Scuti; si estende per una ventina di minuti d'arco in direzione di una regione della Via Lattea fortemente oscurata da dense nubi di polveri. Il periodo più indicato per la sua osservazione nel cielo serale ricade fra giugno e novembre; trovandosi a soli 7° dall'equatore celeste, può essere osservata indistintamente da tutte le regioni popolate della Terra.
Si tratta di una regione H II costituente la porzione più illuminata di un esteso complesso nebuloso a forma di bolla ben visibile nelle immagini riprese alla lunghezza d'onda Hα. La sua distanza è oggetto di dibattito: secondo uno studio del 2003 questa viene indicata come pari a 5470 parsec (circa 17830 anni luce), collocandola quindi in una regione molto interna della Via Lattea; altri scienziati hanno derivato una distanza di 3100 parsec, dunque in corrispondenza del bordo esterno del Braccio Scudo-Croce. Altri studi forniscono altre distanze o indicano un valore incerto o non determinato. Nella stessa direzione si osserva anche la stella binaria a raggi X Scutum X-1, con cui la nebulosa potrebbe non essere necessariamente legata fisicamente. Secondo il catalogo Avedisova, Sh2-59 è associata alla sorgente di radiazione infrarossa RAFGL 2203 e a una sorgente di onde radio, che indicherebbero attività di formazione stellare.